# Novuelle histoire
Nové dějiny (francouzsky nouvelle histoire) je termín založený v sedmdesátých letech 20. století Jacquesem Le Goffem a Pierrem Nora, představiteli třetí generace školy Annales. Hnutí lze spojit s kulturními dějinami, dějinami reprezentací a mentalit. Díky inkluzivnímu vymezení vlastní materie historického studia dostalo hnutí nových dějin také označení totální dějiny. Hnutí bylo stavěno do kontrastu s tradičními způsoby psaní dějin, které se zaměřovaly na politiku a „velké muže“. Toto hnutí odmítalo jakýkoli důraz na komponování narativní historie, přílišný důraz na administrativní dokumenty jako základní pramenný materiál, zájem o motivace a záměry jednotlivců jako vysvětlující faktory historických událostí a starou víru v objektivitu.

## Školy
Nouvelle histoire ovlivnila výuku dějepisu na francouzských školách v 60. a 70. letech 20. století, neboť myšlenky tohoto hnutí šířily časopisy Cahiers pédagogiques, Enseignement 70 a další časopisy pro učitele. Vliv měl také Institut national de recherche et de documentation pédagogique. Joseph Leif, generální inspektor pro přípravu učitelů, tvrdil, že žáci by se měli kromě faktů a dat učit také o přístupech historiků. Louis François, děkan skupiny dějepisu/geografie na Inspektorátu národního vzdělávání, doporučoval učitelům, aby poskytovali historické dokumenty a podporovali „aktivní metody“, které by žákům poskytovaly „radost z objevování“.
Podle zastánců šlo o reakci na memorování jmen a dat, které charakterizovalo tradiční výuku a zanechávalo žáky znuděné. Tradicionalisté hlasitě protestovali, že jde o postmoderní novinku, která hrozí, že mládež nebude znát francouzské vlastenectví a národní identitu.